# Mike Phelan
Michael Christopher Phelan (* 24. September 1962 in Nelson, Lancashire) ist ein ehemaliger englischer Fußballspieler und heutiger -trainer. Während seiner Karriere spielte er für mehrere englische Vereine, unter anderem Norwich City und Manchester United. Er machte 1989 ein Länderspiel für England und gewann mit Manchester United den Europapokal der Pokalsieger 1990/91. 2002 nahm ihn Norwich City in die dortige Hall of Fame auf.

## Trainerkarriere
Von 2008 bis 2013 war er Co-Trainer von Alex Ferguson bei Manchester United. Bei Abwesenheit von Ferguson vertrat Phelan ihn bei Interviews und Pressekonferenzen, wie etwa am 6. März 2013 nach dem Champions-League-Achtelfinalrückspiel zwischen Manchester und Real Madrid.
Nach dem Rücktritt von Ferguson im Mai 2013 wurde Phelan vom neuen Trainer Manchester Uniteds, David Moyes, entlassen.
2015 ging Phelan zu Hull City. Zuerst als Co-Trainer wurde er im Oktober 2016 Chef-Trainer. Nach einer anhaltenden Talfahrt mit dem letzten Tabellenplatz und 13 Punkten aus 20 Ligaspielen trennte sich der Club von ihm.